# 松が根台
松が根台（まつがねだい）は、愛知県名古屋市緑区の町名。丁番を持たない単独町名である。住居表示未実施。

## 地理
名古屋市緑区の北部に位置し、周りには鳴海町と接する。

## 歴史

### 町名の由来
鳴海町字小松山・字大根を合成し、当地の地形である台地を表現した命名であるという。

### 沿革
- 1981年（昭和56年）1月18日 - 緑区鳴海町の一部により、同区松が根台として成立[2]。

## 世帯数と人口
2019年（平成31年）3月1日現在の世帯数と人口は以下の通りである。
| 町丁     | 世帯数  | 人口    |
| -------- | ------- | ------- |
| 松が根台 | 714世帯 | 1,604人 |

### 人口の変遷
国勢調査による人口の推移
| 1995年（平成7年）  | 1,754人 | [ WEB 6 ]  |  |
| 2000年（平成12年） | 1,752人 | [ WEB 7 ]  |  |
| 2005年（平成17年） | 1,708人 | [ WEB 8 ]  |  |
| 2010年（平成22年） | 1,698人 | [ WEB 9 ]  |  |
| 2015年（平成27年） | 1,621人 | [ WEB 10 ] |  |

## 学区
市立小・中学校に通う場合、学校等は以下の通りとなる。また、公立高等学校に通う場合の学区は以下の通りとなる。
| 番・番地等 | 小学校               | 中学校                 | 高等学校 |
| ---------- | -------------------- | ---------------------- | -------- |
| 全域       | 名古屋市立片平小学校 | 名古屋市立千鳥丘中学校 | 尾張学区 |

## 施設
- 鳴海大根公園

1981年（昭和56年）4月1日供用開始。
- マツガネ台幼稚園

学校法人立松学園によるこども園。1977年（昭和52年）3月設立。
- 松が根保育園

名古屋市立の保育園であるが、社会福祉法人明星会に引き継がれることになっている。
- 鳴海おお根住宅
- 第2鳴海おお根住宅

## その他

### 日本郵便
- 郵便番号 : 458-0843[WEB 3]（集配局：緑郵便局[WEB 16]）。

### WEB
1. ↑  “愛知県名古屋市緑区の町丁・字一覧”.   人口統計ラボ. 2019年3月31日閲覧。
2. 1 2  “町・丁目(大字)別、年齢(10歳階級)別公簿人口(全市・区別)”.   名古屋市 (2019年3月20日). 2019年3月21日閲覧。
3. 1 2  “郵便番号”.  日本郵便. 2019年3月17日閲覧。
4. ↑  “市外局番の一覧”.   総務省. 2019年1月6日閲覧。
5. ↑  “緑区の町名一覧”.   名古屋市 (2015年10月21日). 2019年3月31日閲覧。
6. ↑  総務省統計局 (2014年3月28日). “平成7年国勢調査の調査結果(e-Stat) - 男女別人口及び世帯数 －町丁・字等”. 2019年3月23日閲覧。
7. ↑  総務省統計局 (2014年5月30日). “平成12年国勢調査の調査結果(e-Stat) - 男女別人口及び世帯数 －町丁・字等”. 2019年3月23日閲覧。
8. ↑  総務省統計局 (2014年6月27日). “平成17年国勢調査の調査結果(e-Stat) - 男女別人口及び世帯数 －町丁・字等”. 2019年3月23日閲覧。
9. ↑  総務省統計局 (2012年1月20日). “平成22年国勢調査の調査結果(e-Stat) - 男女別人口及び世帯数 －町丁・字等”. 2019年3月23日閲覧。
10. ↑  総務省統計局 (2017年1月27日). “平成27年国勢調査の調査結果(e-Stat) - 男女別人口及び世帯数 －町丁・字等”. 2019年3月23日閲覧。
11. ↑  “市立小・中学校の通学区域一覧”.   名古屋市 (2018年11月10日). 2019年1月14日閲覧。
12. ↑  “平成29年度以降の愛知県公立高等学校（全日制課程）入学者選抜における通学区域並びに群及びグループ分け案について”.   愛知県教育委員会 (2015年2月16日). 2019年1月14日閲覧。
13. ↑  “都市公園の名称、位置及び区域並びに供用開始の期日” (2019年5月1日). 2019年11月3日閲覧。
14. 1 2  “園の概要”.   マツガネ台幼稚園. 2019年12月25日閲覧。
15. ↑  名古屋市役所 子ども青少年局 保育部 保育運営課 保育運営係 (2019年9月4日). “名古屋市松が根保育園を引継ぐ社会福祉法人の選定結果について”.   名古屋市. 2019年12月25日閲覧。
16. ↑  “郵便番号簿 2018年度版” (PDF).   日本郵便. 2019年3月31日閲覧。

### 書籍
1. ↑  名古屋市計画局 1992, p. 645.
2. ↑  名古屋市計画局 1992, p. 863.